# Feuilleea alba
Feuilleea alba là một loài thực vật có hoa trong họ Cucurbitaceae. Loài này được (Sw.) Kuntze mô tả khoa học đầu tiên năm 1891.